# Aşağıkarafakılı, Hassa
Aşağıkarafakılı là một xã thuộc huyện Hassa, tỉnh Hatay, Thổ Nhĩ Kỳ. Dân số thời điểm năm 2011 là 681 người.